# Obowiązki duchownych

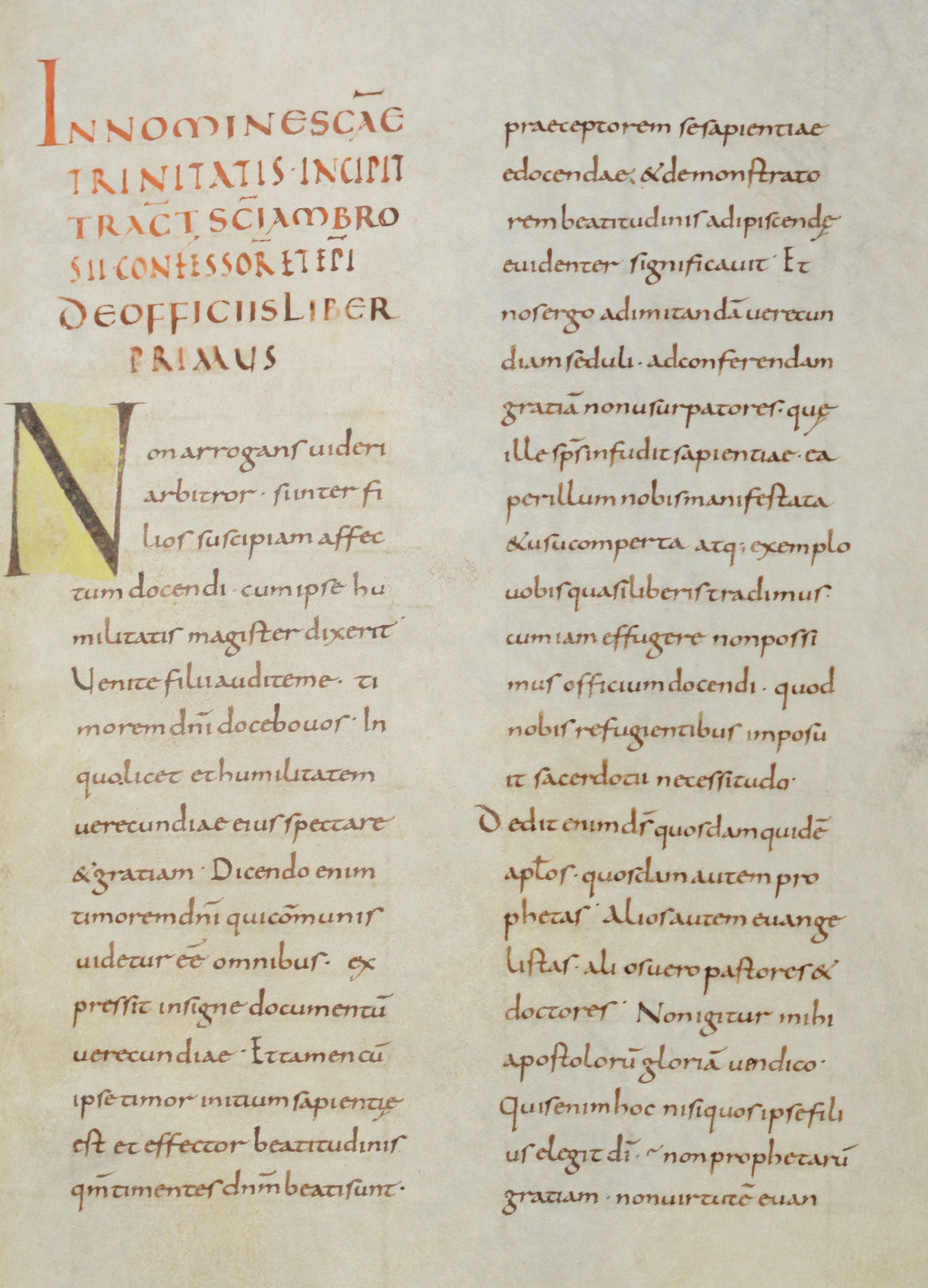
Początek księgi pierwszej De officiis ministrorum. Rękopis spisany około roku 900 w opactwie Sankt Gallen. Biblioteka opactwa św. Galla, Cod. Sang. 97, p. 51.

Obowiązki duchownych lub O obowiązkach duchownych (łac. De officiis ministrorum) – wzorowany na De officiis Cycerona traktat filozoficzny w trzech księgach autorstwa Ambrożego z Mediolanu, napisany około roku 390. Uważany za najstarszy podręcznik etyki chrześcijańskiej, w którym autor dokonał chrystianizacji tradycyjnych zasad rzymskiej moralności oraz filozofii stoickiej. Dzieło to cieszyło się do XVIII wieku wielkim autorytetem i było jednym z podstawowych źródeł późnoantycznej i średniowiecznej etyki. W tekście Obowiązków znalazło się wiele stwierdzeń, sentencji i przykładów, które mocno zakorzeniły się w kulturze europejskiej.

## Okoliczności i czas powstania
Ambroży przyjął święcenia biskupie w roku 374 i po latach postanowił utrwalić na piśmie głoszone przez siebie nauki moralne w usystematyzowanej formie. Z treści dzieła wynika bowiem, że autor napisał je jako doświadczony biskup, którego przed laty oderwano od krzesła sędziowskiego, od sprawowania świetnego urzędu, a powołano do godności kapłańskiej. Jak twierdził, nie mógł uchylić się od obowiązku nauczania, który wbrew mojej woli nałożył na mnie urząd kapłański.
W księdze pierwszej Ambroży wspomniał o prześladowaniach zwolenników credo nicejskiego przez sprzyjającą arianom cesarzową Justynę. Zajścia te datowane są na lata osiemdziesiąte IV wieku. Kilka akapitów dalej opowiedział o wydarzeniach z 386 roku, związanych z pobytem w Ticinum cesarza Walentyniana. W związku z tym, zdaniem badaczy, dzieło nie mogło zostać napisane przed rokiem 386. Jako orientacyjną, przybliżoną datę publikacji traktatu w Mediolanie przyjmuje się najczęściej rok 390.

## Źródła
Obowiązki duchownych naśladowały traktat Cycerona De officiis („O powinnościach”). Ambroży otwarcie wzorował się na układzie, pojęciach, argumentacji oraz stylu Marka Tulliusza. Przyszło mi na myśl, aby napisać traktat o obowiązkach. Chociaż na ten temat pisali już różni filozofowie (...), u Rzymian Tulliusz, sądziłem, że zgodne to jest z moim powołaniem, abym i ja coś o tym napisał.
Ambroży przejmuje w wielu miejscach całe zwroty i zdania Cycerona. Dotyczy to zwłaszcza pozytywnych bądź negatywnych przykładów ludzkich zachowań, choć Ambroży nie przyznaje się do tego, że przepisuje dane exemplum od Cycerona. Daje jedynie do zrozumienia, że ktoś o tym już opowiadał, wymienia ogólnikowo posługujących się danym przykładem filozofów i retorów. Gdy Ambroży powoływał się w kilku miejscach np. na Platona, robił to za Cyceronem, chociaż nie znaczy to koniecznie, że pisał swój traktat nie przeczytawszy dzieł greckiego filozofa.
De officiis, na którym wzorował się Ambroży, było ostatnim dziełem filozoficznym Cycerona. Arpinata ukończył pracę 9 grudnia 44 roku przed Chrystusem, chociaż już nie zdążył wykończyć traktatu literacko. Opublikowano go najprawdopodobniej po śmierci autora. Cyceron opierał się w pierwszych dwóch księgach na zaginionym współcześnie dziele stoika Panajtiosa. W trzeciej pisał już, jak to sam określił, „na własną rękę”. W traktacie bronił tezy, że w życiu ludzi, społeczeństw czy państw najważniejszą normą moralną jest uczciwość. Twierdził równocześnie, że niekiedy trudno bez dokładnego namysłu zorientować się, co jest uczciwe – dlatego większą część swojego dzieła poświęcił Cyceron szczegółowej analizie rozmaitych przykładów niejednoznacznych moralnie zachowań.
Układając swój traktat w oparciu o dzieło Cycerona, Ambroży jednocześnie twierdził, że zasady etyki chrześcijańskiej były starsze od nauki filozofów. Tezę tę podkreślił kilkakrotnie na kartach De officiis ministrorum, uzasadniając ją cytatami z patriarchów i proroków. Wprawdzie Ewangelia, stwierdził Ambroży, młodsza jest od filozofów, ale od tych wcześniejsi są prorocy, zwłaszcza Mojżesz i Dawid, którzy wcześniej głosili to, co potem mówili filozofowie. Skąd oni nauczyli się głosić takie zasady, jeśli nie z naszego Pisma świętego?. Dlatego drugim źródłem, na którym Ambroży oparł swoją pracę, była Biblia – przede wszystkim Stary Testament, rzadziej Nowy Testament. Na poparcie tez i poglądów wziętych z Cycerona, niemal w każdym rozdziale Ambroży przytaczał cytaty z Pisma Świętego.
Chociaż traktat został napisany jako z góry zaplanowana całość, w kilku miejscach Ambroży włączył do niego wcześniej przygotowane i wygłoszone kazania, nie zawsze dostosowując szczegóły do toku argumentacji.

## Tytuł i dedykacja

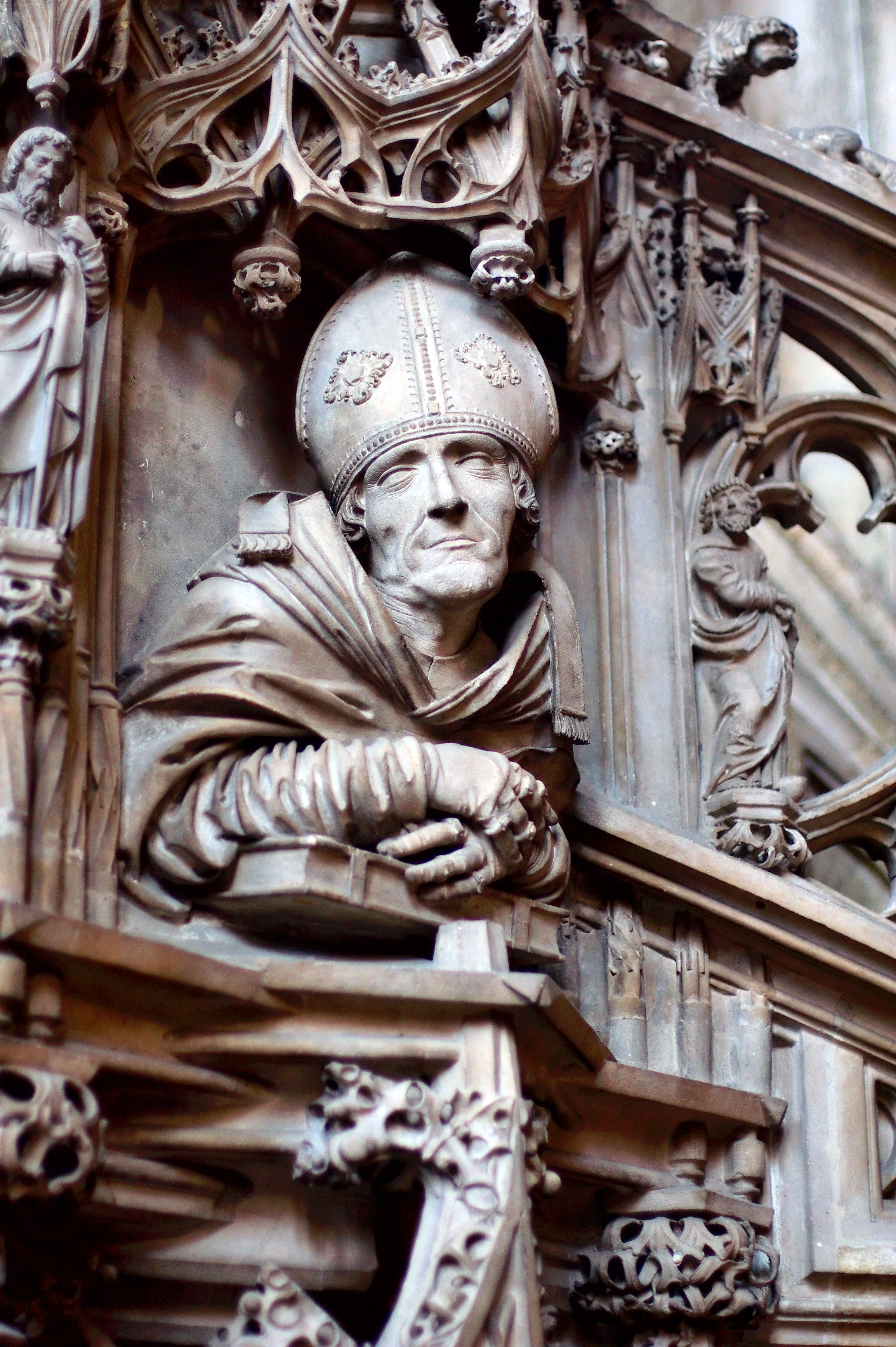
Święty Ambroży jako jeden z czterech najważniejszych Ojców Kościoła. Rzeźba na ambonie katedry św. Szczepana w Wiedniu.

Traktat został przekazany w rękopisach pod tytułami De officiis lub De officiis ministrorum. Jak wynika z cytatów u starożytnych pisarzy, prawdopodobnie Ambroży zatytułował go jedynie O obowiązkach, a duchownych dodano później, aby odróżnić dzieło od cycerońskiego pierwowzoru. Zgodnie z ówczesną konwencją literacką, naśladując dzieło Cycerona, który zadedykował swoją pracę synowi studiującemu w Atenach, Ambroży zadedykował traktat mediolańskim duchownym, których uważał za „synów”. I tak jak Tulliusz pisał dla wykształcenia syna, podobnie i ja czynię dla waszego, moi synowie, pouczenia.
Dłuższy tytuł, De officiis ministrorum, może być mylący, gdyż autor nie pisał wyłącznie o etyce duchownych, mimo że w kilku rozdziałach poświęcił tej problematyce większą uwagę. Celem, który przed sobą postawił, było usystematyzowanie ogólnych zasad etyki chrześcijańskiej za przykładem filozofów greckich i rzymskich.

## Zawartość
W początkowych rozdziałach autor wyjaśnia, że moralną doskonałość filozofowie zwykli nazywać wypełnianiem obowiązków. Obowiązki zaś zależą od tego, co jest moralnie dobre i pożyteczne. Lecz może się zdarzyć, że staniemy wobec dwóch rzeczy moralnie dobrych i dwóch pożytecznych, nasunie się wtedy pytanie, która z nich jest lepsza, która pożyteczniejsza. Pozostałą część dzieła autor poświęcił rozstrzygnięciu tego dylematu.
Traktat miał przejrzysty układ. W pierwszej księdze Ambroży przeanalizował pojęcie uczciwości (honestum) i jego znaczenie w etyce. W księdze drugiej podobnej analizie poddał pojęcie pożytku, korzyści (utilitas). Trzecia księga zawierała rozważania na temat wzajemnego stosunku uczciwości do korzyści. Analiza oparta została na stoickiej nauce o czterech cnotach kardynalnych – sprawiedliwości, mądrości, wstrzemięźliwości i męstwie.
Chociaż w konkluzjach autor doszedł, za Cyceronem, do wniosku, że niczego nie należy przedkładać nad uczciwość, to jednak skorygował naukę stoicką, wskazując na nierozerwalny związek pożytku z uczciwością. Obawiam się jednak, aby nie posądzono mnie o pojmowanie tych dwóch pojęć jako przeciwstawnych sobie; pojęć, które jak już wyżej wykazałem, pokrywają się, że tylko to, co pożyteczne, jest moralnie dobre, i tylko to, co moralnie dobre, jest pożyteczne; nie kierujemy się bowiem mądrością ziemską, dla której najwięcej znaczy pożytek polegający na zysku pieniężnym, lecz mądrością, która z Boga jest i za szkodę uważa to, co ten świat wysoko ceni.

## Znaczenie
Traktat był pierwszą próbą całościowego ujęcia etyki chrześcijańskiej. Ambroży podjął się tego ambitnego zadania w oparciu o filozofię grecko-rzymską. Nie udało mu się co prawda zbudować z pełną konsekwencją jednolitego systemu, ale piszący po nim autorzy będą się często powoływać na De officiis. W każdym razie przez wiele stuleci dzieło Ambrożego było jednym z podstawowych podręczników moralności chrześcijańskiej.
De officiis ministrorum było głównym źródłem, dzięki któremu stoicka nauka o moralności oddziałała na filozofię późniejszych wieków. Ambroży wprowadził, czerpiąc z Cycerona, do etyki chrześcijańskiej między innymi pojęcia prawa naturalnego czy czterech cnót kardynalnych.
O ile u stoików etyka miała uzasadnienie rozumowe, racjonalistyczne, to w ujęciu Ambrożego była nierozerwalnie związana z religią i wiarą w życie pozagrobowe. Życie doczesne uważał za zaledwie cień przyszłości, gdyż chrześcijanin winien dążyć do życia wiecznego. Dla Cycerona najwyższym dobrem, ostatecznym celem, dla którego należy wypełniać swoje obowiązki, była sama cnota. Dla Ambrożego zaś celem było życie wieczne polegające na poznaniu Boga.
Dzieło Ambrożego już w V wieku znali i powoływali się na nie św. Hieronim, Rufin z Akwilei oraz św. Augustyn. Przypisywali mu duże znaczenie i czerpali z niego między innymi Grzegorz Wielki, Izydor z Sewilli, Beda Czcigodny, Mikołaj I, Grzegorz VII i inni. Do końca średniowiecza cieszyło się poczytnością, o czym świadczy wielka liczba zachowanych rękopisów, pochodzących z różnych okresów (IX-XIV wiek). Robiono z niego różne wyciągi i skróty. Do XVIII wieku dzieło ukazywało się często drukiem, co wiązało się z jego powszechnym zastosowaniem na uczelniach kształcących duchownych. W XIX wieku opublikowano kilka wydań krytycznych, z których za najlepsze uchodzi edycja Johanna Georga Krabingera z 1857 roku.